# Pietro Canonica
Pietro Canonica (* 1. März 1869 in Moncalieri; † 8. Juni 1959 in Rom) war ein italienischer Komponist, Medailleur und Bildhauer.

## Karriere
1902 erhielt er auf der Großen Berliner Kunstausstellung eine kleine Goldmedaille. Die Stadt Rom stellte Canonica ein ehemaliges Verwaltungsgebäude aus dem 17. Jahrhundert im Park der Villa Borghese für seine Arbeiten zur Verfügung. Pietro Canonica vermachte noch zu Lebzeiten im Gegenzug der Stadt zur Tilgung seiner Schulden einige seiner Kunstwerke. Nach dem Tod des Künstlers und von dessen Frau wurde das Haus als Museum der Öffentlichkeit zugänglich gemacht.
Canonica wurde 1929 Mitglied der faschistischen Accademia d’Italia und 1950 von Präsident Luigi Einaudi zum Senator auf Lebenszeit ernannt.

## Werke (Auswahl)

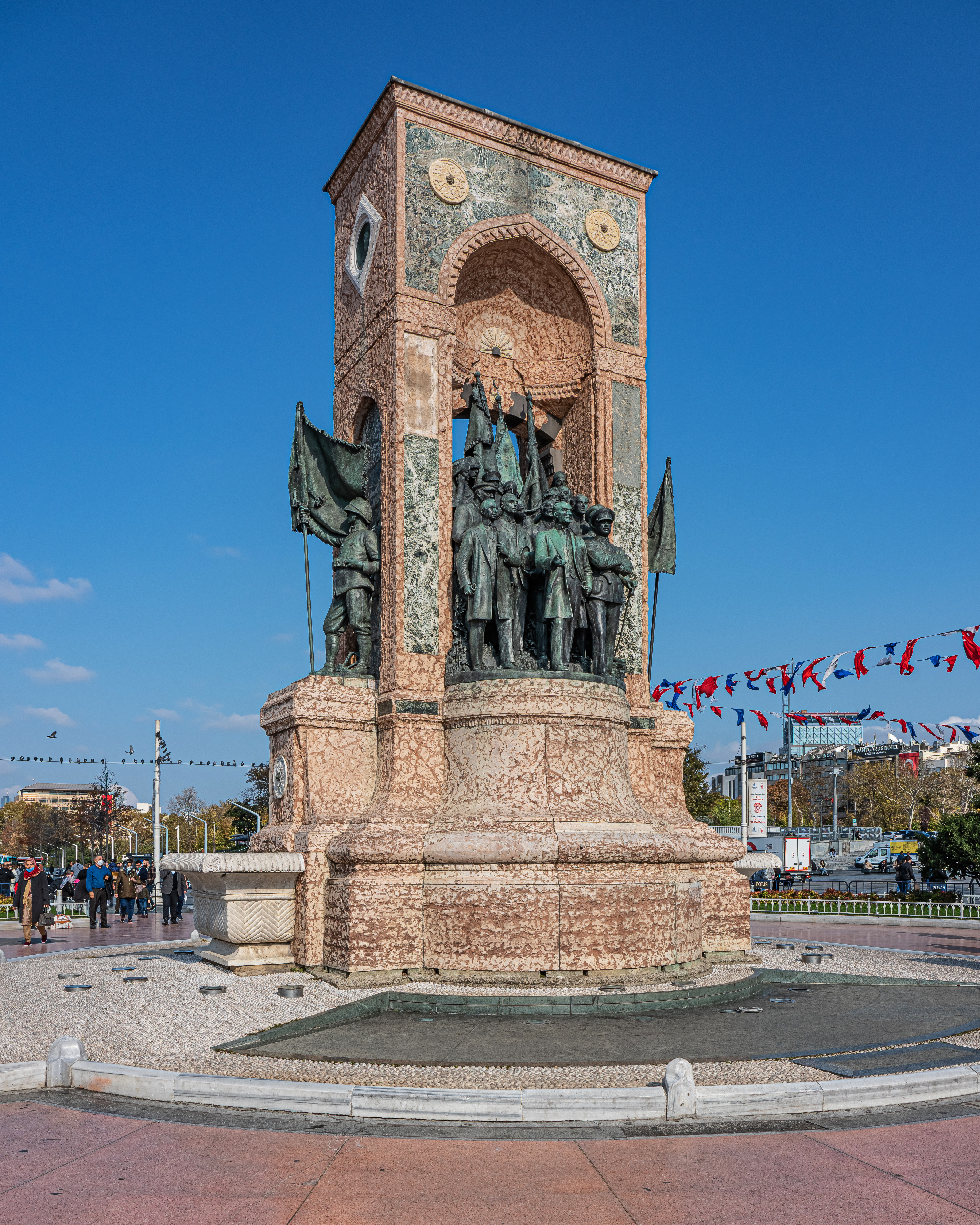
Denkmal der Republik, Istanbul

- Denkmal eines Artilleristen und eines Kavalleristen im Parco del Valentino in Turin
- Büste Edwards VII. von England im Buckingham Palace, London (1903)
- Büste der Emily Doria-Pamphili in der Galleria Nazionale d’Arte Moderna, Rom (1904)
- Medailleur an der Münze in Rom (seit 1908)[3]
- Bronze-Büste Benito Mussolinis im Museo MAGI’900, Pieve di Cento (1926)
- Reiterstandbild von Atatürk vor dem Ethnographischen Museum in Ankara (1927)[4]
- Denkmal von Atatürk auf dem Sieges-Platz (Zafer Meydanı) in Ankara (1927)[4]
- Rundmedaillons am Siegesdenkmal, Bozen (1927/28)[2]
- Denkmal der Republik (Cumhuriyet Anıtı) auf dem Taksim-Platz, Istanbul (1928)[4]
- Denkmal von Benedikt XV. im Petersdom, Vatikan (1928)
- Reiterstandbild von Atatürk in Izmir (1932)[4]
- Grabmal des Vittorio Emanuele Orlando, Rom (1935)
- Denkmal von Pius XI. im Lateran, Rom (1941–1949)
- Denkmal von König Faysal I. von Irak, Baghdad
- Denkmal von Simón Bolívar, Bogotá
- Türen für die Abteien Monte Cassino (1951) und Casamari (1959)

Als Komponist schuf er verschiedene Melodramen:
- La sposa di Corinto; Miranda, Enrico di Mirval; Sacra Terra...[5]